# 1,5-Dimetoxipentano
1,5-Dimetoxipentano, éter 1,5-pentanodiol dimetílico, éter pentametileno glicol dimetílico ou 2,8-dioxanonano, é o composto orgânico, um éter, de fórmula C7H16O2, fórmula linear CH3O(CH2)5OCH3, SMILES COCCCCCOC e massa molecular 132,20. Apresenta ponto de ebulição 161 °C, densidade 0,843 g/mL a 25 °C e ponto de fulgor 60°C. É classificado com o número CAS 111-89-7, número MDL MFCD03613608, PubChem Substance ID 24878765, CBNumber CB4362340 e MOL File 111-89-7.mol.